# 한천초등학교 (제주)
한천초등학교는 대한민국 제주특별자치도 제주시에 있는 공립 초등학교이다.

## 학교 연혁
- 1984년 11월 10일: 개교

## 참고 자료
- 한천초등학교 - 한국교육학술정보원 학교알리미